# Interferometrie
Mit Interferometrie werden alle Messmethoden bezeichnet, die die Überlagerung oder Interferenz von Wellen nutzen, um zu messende Größen zu bestimmen. Ihr sind daher alle Effekte zugänglich, die Wellen beeinflussen, und der Aufbau der erforderlichen Messgeräte, der Interferometer, ist entsprechend vielfältig.
Grundsätzlich lässt sich mit jeder Art von Welle, seien es Licht-, Schall-, Materie- oder gar Wasserwellen, Interferenz erzeugen und somit auch Interferometrie betreiben.

## Interferometer
Ein Interferometer ist ein technisches Gerät, welches das Phänomen der Interferenz (Überlagerungen von Wellen) für Präzisionsmessungen nutzt. Gemessen werden alle Effekte, die die effektive Weglänge der Wellen und damit Eigenschaften der überlagerten Welle ändern. Das Funktionsprinzip bei den optischen Interferometern ist im Prinzip immer gleich. Mindestens zwei Lichtbündel werden mithilfe von Spiegeln oder halbdurchlässigen Platten (sogenannten Strahlteilern) durch getrennte optische Bahnen geführt, am Wegende durch zusätzliche Spiegel reflektiert und am Ende wieder zusammengeführt. Ergebnis ist ein Interferenzmuster (Interferenzstreifen oder -ringe), dessen Form durch die Differenz der optischen Wege bestimmt wird, die die einzelnen Strahlen bis zur Vereinigung zurückgelegt haben. 

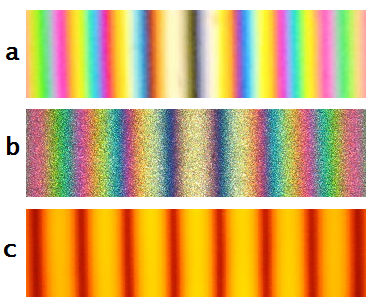
Figure 3. Interferenzstreifen (engl. fringes) in einem Michelson-Interferometer: (a) Weisslicht Interferenzstreifen, bei dem die beiden Strahlen eine unterschiedliche Zahl an Phasensprüngen haben; (b) Weisslicht Interferenzstreifen, bei dem die beiden Strahlen die gleiche Zahl an Phasensprüngen haben; (c) Interferenzstreifen mit monochromatischem Licht (Natrium-D-Linie)

Einsatzfelder sind die Längenmessung, die Brechungsindexmessung, die Winkelmessung und die Spektroskopie. Weitere Anwendung finden Interferometer als Laser-Doppler-Vibrometer, ein Messgerät zur Messung von Schwingungen. Laserinterferometer nutzen die Interferenz zur Entfernungsmessung, Weißlichtinterferometer zur Formvermessung von Werkstücken. Ein weiteres Einsatzgebiet ist das FTIR-Spektrometer, ein Messgerät für die chemische Analyse von Materialien. Zur Untersuchung von Grenzflächenvorgängen wird die Kapillarwellenspektroskopie verwendet. 
Einer der bekanntesten Versuche in der Geschichte ist das Michelson-Morley-Experiment, das mithilfe eines Michelson-Interferometers nachwies, dass die Lichtgeschwindigkeit in jedem Bezugssystem gleich ist.  Das Ergebnis dieses Experiments brachte die Äthertheorie ins Wanken und war auch eine der grundlegenden Annahmen der später von Albert Einstein aufgestellten speziellen Relativitätstheorie. Nach dem gleichen Prinzip versucht man mit einem modernen Michelson-Interferometer im GEO600-Projekt bei Hannover Gravitationswellen nachzuweisen, was 2015 im LIGO Observatorium gelang.
Neben Interferometrie mit Lichtwellen gibt es auch die Radarinterferometrie und Atominterferometer, die die Welleneigenschaft von Teilchen gemäß dem Welle-Teilchen-Dualismus ausnutzen.

## Interferenz bei der optischen Abbildung
Systeme, die optisch abbilden, nutzen die Interferenz der an der Eingangsöffnung eintreffenden Lichtwellen, um ein reelles oder virtuelles Bild zu erzeugen. Das gilt für eine Sammellinse, die ein Bild projiziert, ebenso wie für ein Teleskop, dessen Okular ein virtuelles Bild ferner Gegenstände zeigt. Das wahrgenommene Bild stellt in diesem Sinne ein Interferogramm dar.
Die Überlagerung der Bildinformationen mehrerer Signale räumlich getrennt stehender Einzelinstrumente durch spezielle Einrichtungen ist ein häufig angewendetes Verfahren, um das Auflösungsvermögen von Instrumenten zu steigern. Das hat zur Folge, dass kleinere Details besser oder überhaupt erst abgebildet werden können. Beispiele dafür sind die Überlagerung des Teleskoplichts des Very Large Telescope im Interferometer-Modus oder das Optoelektronische Array der Sternwarte am purpurnen Berg in Südwestchina. Mit den vier oder sechs über aus Vakuumröhren bestehenden Lichtleitern verbundenen 1-m-Teleskopen am Center for High Angular Resolution Astronomy des Mount-Wilson-Observatoriums bei Los Angeles wird die Auflösung eines 330-m-Spiegels erreicht, also 50 mal besser als beim Hubble-Weltraumteleskop.
Voraussetzung für eine erfolgreiche, das heißt stabile Interferenz ist, dass die Wellen kohärent überlagert werden. Das bedeutet, die Wege (Lauflängen) der von unterschiedlichen Teilen des Interferometers kommenden Lichtsignale dürfen sich nur um weniger als die Kohärenzlänge unterscheiden. Die Kohärenzlänge ist abhängig von der Wellenlänge und der spektralen Bandbreite (Filterbandbreite) des verwendeten Lichtes. Das Auflösungsvermögen eines optischen Interferometers wird vom Abstand der Teleskope bestimmt, die Lichtempfindlichkeit aber vom Teleskopdurchmesser. So haben die für die Beobachtung lichtschwacher Objekte in entfernten Galaxien genutzten Teleskope am VLT der Europäischen Südsternwarte einen Spiegeldurchmesser von 8,2 m. Das Optoelektronische Array der Sternwarte am purpurnen Berg dient dagegen der Überwachung von erdnahen Asteroiden und Weltraummüll, weshalb dort relativ einfache 40/25-cm-Teleskope genügen. Anders als in Los Angeles oder auf dem Cerro Paranal, wo das Licht über optische Systeme in das zentrale Labor geleitet wird, besitzen diese Fernrohre CCD-Sensoren, welche elektrische Signale liefern, die in einem Rechenzentrum überlagert werden.

## Interferenz in der Radioastronomie
Auch in der Radioastronomie werden die Signale der teilnehmenden Radioteleskope mit Computern rechnerisch überlagert. Bei dieser, „Langbasisinterferometrie“ oder „VLBI“ genannten Methode zeichnet man die vollständige Welleninformation – also die Amplitude des Signals abhängig von der Zeit – auf, die von mehreren, räumlich weit getrennten Antennen geliefert wird. Die Präzision der Zeitmessung hat dabei eine besondere Bedeutung. Nur bei hinreichend präziser Zeitmessung ist die Phasenlage der Einzelsignale zueinander in den Daten enthalten, und die Interferenz kann im Computer berechnet werden. Auf diese Weise können sogar Radioteleskope auf verschiedenen Kontinenten zusammengeschaltet werden und so hochaufgelöste Bilder liefern. Mit VLBI können Radioquellen trotz weitaus größerer Wellenlängen als bei sichtbarem Licht in einer Auflösung abgebildet werden, die im sichtbaren Licht bisher nicht denkbar sind.
Eine andere Herangehensweise als bei VLBI mit seinen wenigen, weit voneinander entfernten und oft sehr großen Antennen wird bei radioastronomischen Interferometern gewählt, wo viele kleinere Einzelantennen zu einer Gruppe zusammengefasst sind. Beispiele hierfür wären das Very Large Array des Nationalen Radioastronomischen Observatoriums in New Mexico, das aus 27 Parabolantennen von jeweils 25 m Durchmesser besteht, oder das Interferometer des Observatoriums Miyun bei Peking mit 32 Antennen von jeweils 9 m Durchmesser.

## Interferometertypen
Zweistrahlinterferometer
- Bath-Interferometer
- Jamin-Interferometer
- Mach-Zehnder-Interferometer und sein Vorläufer Jamin-Interferometer
- Michelson-Interferometer
  - Twyman-Green-Interferometer
- Rayleigh-Interferometer
- Sagnac-Interferometer
- Weißlichtinterferometer

Vielstrahlinterferometer
- Fabry-Pérot-Interferometer
- Fizeau-Interferometer

## Weitere interferometrische Messverfahren
- Atominterferometer
- Holografische Interferometrie (siehe Artikel Holografie)
- Speckle-Interferometrie (siehe auch: Speckle)
- Speckle-Fotografie (hier spielt die Interferometrie nur bei der Entstehung der Speckles eine Rolle)
- Elektronische Specklemuster-Interferometrie
- Shearografie
- Konoskopische Holografie
- Interferometrische Spektroskopie (siehe FTIR-Spektrometer)
- Phasenkontrastmikroskopie
- Phasenschiebeverfahren (werden bei verschiedenen Interferometertypen zur Phasenmessung eingesetzt)
- Intensitätsinterferometer
- Interferometric Synthetic Aperture Radar